# Euaspilates
Euaspilates là một chi bướm đêm thuộc họ Geometridae.

## Các loài
- Euaspilates spinataria Packard, 1874